# Najlla Habibyar
Najlla Habibyar (Afganistan) és una empresària afganesa activista per l'empoderament de les dones i en la lluita contra el canvi climàtic.
Va fundar l'empresa Blue Treasure Inc i Ark Group per facilitar que les dones poguessin vendre productes a l'estranger sense intermediaris. També ha treballat pel Banc Mundial. Del 2012 al 2015 va treballar amb el govern afganès per incrementar les exportacions. Va treballar durant 13 anys per facilitar la formació de les nenes, i va fundar l'entitat Afghan Veracity Care for Unsheltered Families ajudar famílies afganeses. El 2021 la BBC la va incloure a la llista de les 100 dones més inspiradores. Va acabar marxant de l'Afganistan i es va refugiar primer als Estats Units i després a Abu Dhabi.